# 69469 Krumbenowe
69469 Krumbenowe è un asteroide della fascia principale. Scoperto nel 1996, presenta un'orbita caratterizzata da un semiasse maggiore pari a 2,3129369 UA e da un'eccentricità di 0,1738747, inclinata di 4,22543° rispetto all'eclittica.